# Serie A1 2017-2018 (hockey su pista)
La Serie A1 2017-2018 è stata la 95ª edizione (la 69ª a girone unico) del torneo di primo livello del campionato italiano di hockey su pista. La competizione ha avuto inizio il 7 ottobre 2017 e si è conclusa il 19 maggio 2018.
Lo scudetto è stato conquistato dall'Amatori Lodi per la terza volta nella sua storia.

## Stagione

### Novità

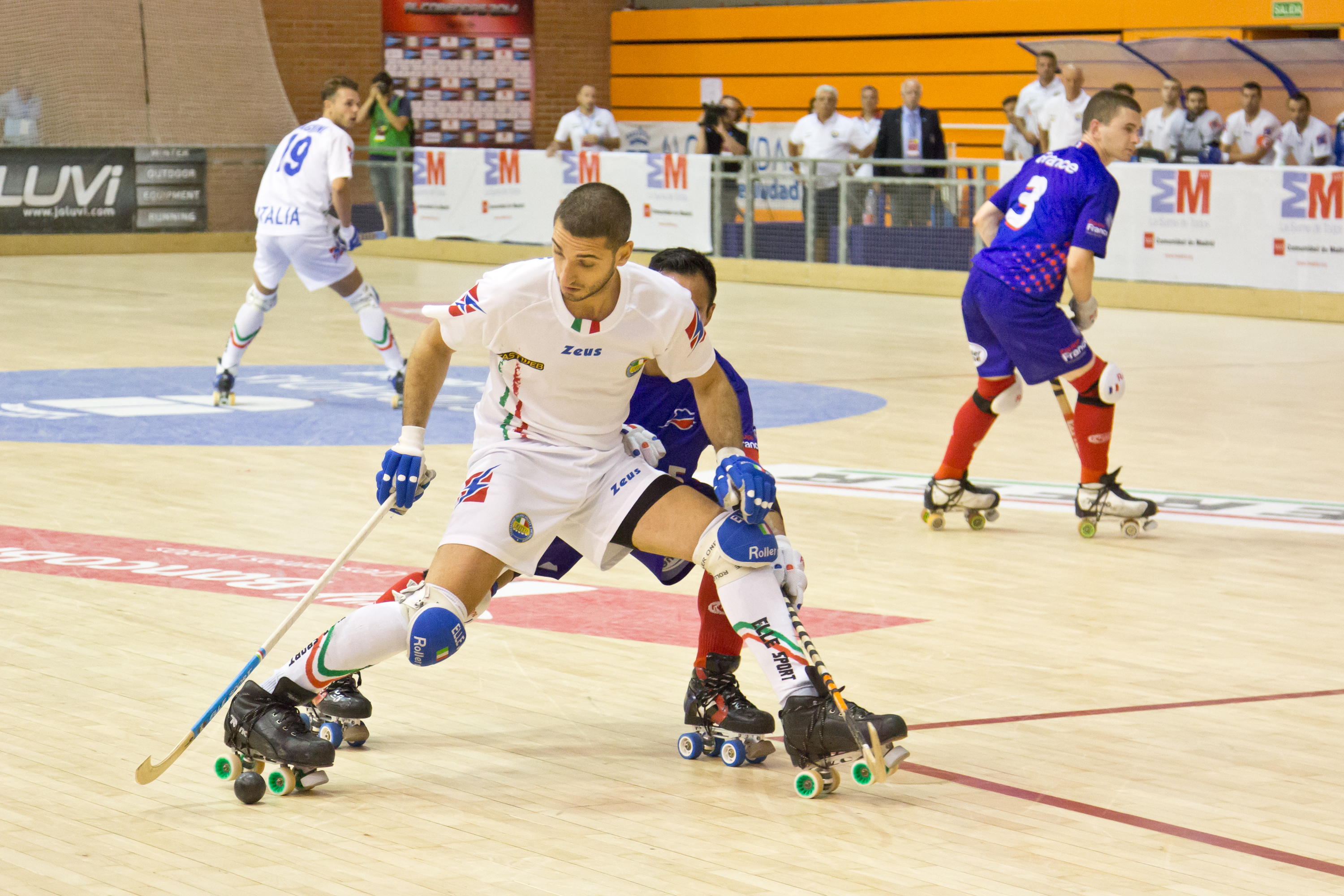
Domenico Illuzzi, capitano dell'Amatori Lodi

La stagione 2017-2018 della serie A1 vide ai nastri di partenza quattordici club. Al torneo hanno partecipato: AFP Giovinazzo, Amatori Lodi, Bassano, Breganze, CGC Viareggio, Correggio, Follonica, Forte dei Marmi, HRC Monza, Sarzana, Trissino, Valdagno; al posto delle retrocesse Cremona e Sandrigo hanno partecipato le due neoprommosse Roller Scandiano e Thiene.

### Formula
Come ormai consuetudine, la manifestazione è organizzata in due fasi. La prima fase vede la disputa di un girone all'italiana, con gare di andata e ritorno per un totale di 26 giornate: sono assegnati 3 punti per l'incontro vinto e un punto a testa per l'incontro pareggiato, mentre non ne è attribuito alcuno per la sconfitta. Al termine della prima fase le prime otto squadre classificate si qualificano per i play-off scudetto mentre le squadre classificate al 13º e al 14º posto sono retrocesse in Serie A2 nella stagione successiva.

Le formazioni classificate dal 1º all'8º posto al termine del girone di andata sono state ammesse alle Final Eight di Coppa Italia.

### Avvenimenti
La stagione regolare del torneo iniziò il 7 ottobre 2017 e terminò il 20 marzo 2018. La prima fase del torneo ripropose la rivalità tra i campioni d'Italia in carica dell'Amatori Lodi e il Forte dei Marmi con continui cambi al vertice della classifica generale; alla fine comunque furono i lodigiani a concludere al primo posto seguiti dai rossoblu di sole tre lunghezze; si qualificarono ai play-off scudetto anche il Breganze giunto al terzo posto, il CGC Viareggio quarto in classifica, il Bassano, Follonica e il Valdagno (rispettivamente quinto, sesto e settimo); l'ultimo club a centrare la post-season è stato l'HRC Monza con una vittoria propria all'ultima giornata sul Follonica. Retrocedettero in serie A2 il Correggio e l'AFP Giovinazzo.

Nel primo turno dei play-off l'Amatori Lodi eliminò in due gare l'HRC Monza, il CGC Viareggio sconfisse il Bassano sempre in due gare; stessa andamento ebbe la semifinale tra il Breganze e il Follonica con i veneti vittoriosi per due a zero; l'unica serie che giunse alla terza gara fu quella tra il Forte dei Marmi e il Valdagno con i toscani vittoriosi per 2 a 1.

Le semifinali ebbero un andamento invece opposto, con il Forte dei Marmi che superò con un secco 3 a 0 il Breganze e si qualificò per il quinto anno consecutivo alle finali scudetto; l'Amatori Lodi invece dovette arrivare fino a gara 5 per avere la meglio sul CGC Viareggio.

Per il terzo anno consecutivo furono l'Amatori Lodi e il Forte dei Marmi quindi a contendersi il tricolore dell'hockey su pista. La prima gara delle serie fu giocata al PalaForte e dopo un iniziale vantaggio dei padroni di casa vide i lombardi rimontare e vincere la partita per 5 a 3 portandosi così in vantaggio nelle serie. La seconda partita fu giocata al PalaCastellotti di Lodi e vide i padroni di casa vincere di misura per 2 a 1 (di Malagoli e A. Verona i gol dei lombardi) portandosi così sul 2 a 0 nella serie e ipotecando la vittoria finale. Vincendo anche la terza gara, sempre a Lodi, l'Amatori Lodi si conferma campione d'Italia, la terza volta nella propria storia, la seconda consecutiva.

## Squadre partecipanti
| Club             | Stagione | Città                   | Impianto                       | Stagione precedente                                            |
| ---------------- | -------- | ----------------------- | ------------------------------ | -------------------------------------------------------------- |
| AFP Giovinazzo   | dettagli | Giovinazzo (BA)         | PalaPansini                    | 12º in Serie A1                                                |
| Amatori Lodi     | dettagli | Lodi                    | PalaCastellotti                | 2º in Serie A1, vincitore play-off scudetto, campione d'Italia |
| Bassano          | dettagli | Bassano del Grappa (VI) | PalaSind                       | 5º in Serie A1, quarti di finale play-off scudetto             |
| Breganze         | dettagli | Breganze (VI)           | PalaFerrarin                   | 6º in Serie A1, quarti di finale play-off scudetto             |
| CGC Viareggio    | dettagli | Viareggio (LU)          | PalaBarsacchi                  | 3º in Serie A1, semifinali play-off scudetto                   |
| Correggio        | dettagli | Correggio (RE)          | Palasport Dorando Pietri       | 11º in Serie A1                                                |
| Follonica        | dettagli | Follonica (GR)          | Pista Armeni                   | 4º in Serie A1, semifinali play-off scudetto                   |
| Forte dei Marmi  | dettagli | Forte dei Marmi (LU)    | PalaForte                      | 1º in Serie A1, finale play-off scudetto                       |
| HRC Monza        | dettagli | Monza                   | PalaRovagnati di Biassono (MB) | 10º in Serie A1                                                |
| Roller Scandiano | dettagli | Scandiano (RE)          | PalaRegnani                    | 1º in Serie A2, promosso                                       |
| Sarzana          | dettagli | Sarzana (SP)            | Pista Vecchio Mercato          | 8º in Serie A1, quarti di finale play-off scudetto             |
| Thiene           | dettagli | Thiene (VI)             | PalaCeccato                    | 2º in Serie A2, vincitore play-off promozione, promosso        |
| Trissino         | dettagli | Trissino (VI)           | PalaSinico                     | 9º in Serie A1                                                 |
| Valdagno         | dettagli | Valdagno (VI)           | PalaLido                       | 7º in Serie A1, quarti di finale play-off scudetto             |

### Allenatori e primatisti
| Squadra          | Allenatore                                                        | Cannoniere (Miglior marcatore nella stagione regolare) |
| ---------------- | ----------------------------------------------------------------- | ------------------------------------------------------ |
| AFP Giovinazzo   | Angelo Depalma                                                    | Federico Balmaceda (11 reti)                           |
| Amatori Lodi     | Nuno Resende                                                      | Giulio Cocco (27 reti)                                 |
| Bassano          | Massimo Barbieri                                                  | Marc Julià (50 reti)                                   |
| Breganze         | Massimo Belligio (1ª-15ª) Diego Mir (16ª-26ª)                     | Federico Ambrosio (44 reti)                            |
| CGC Viareggio    | Alessandro Bertolucci                                             | Reinaldo Ventura (31 reti)                             |
| Correggio        | Juri Ialacci (1ª-3ª) Pablo Jara (4ª-26ª)                          | Davide Nadini (28 reti)                                |
| Follonica        | Federico Paghi (1ª-4ª) Fabio Bellan (5ª) Enrico Mariotti (6ª-26ª) | Lucas Martínez (43 reti)                               |
| Forte dei Marmi  | Pierluigi Bresciani                                               | Gastón De Oro (24 reti)                                |
| HRC Monza        | Tommaso Colamaria                                                 | Marc Ollé (24 reti)                                    |
| Roller Scandiano | Roberto Crudeli                                                   | Víctor Crespo Oliva (33 reti)                          |
| Sarzana          | Francesco Dolce                                                   | Sergio Festa (43 reti)                                 |
| Thiene           | Giorgio Casarotto                                                 | Nicola Retis (19 reti)                                 |
| Trissino         | Jorge Valverde (1ª-18ª) Mirco De Gerone (19ª-26ª)                 | Ferran Formatjé (31 reti)                              |
| Valdagno         | Franco Vanzo                                                      | Massimo Tataranni (51 reti)                            |

## Stagione regolare

### Risultati
| Andata (1ª) | Andata (1ª) | Prima giornata              | Ritorno (14ª) | Ritorno (14ª) |
|             |             |                             |               |               |
| 7 ott.      | 6-6         | Follonica-Roller Scandiano  | 5-2           | 28 dic.       |
| 7 ott.      | 1-5         | AFP Giovinazzo-Amatori Lodi | 1-11          | 28 dic.       |
| 7 ott.      | 7-8         | Correggio-Breganze          | 3-8           | 28 dic.       |
| 7 ott.      | 4-7         | Trissino-HRC Monza          | 0-5           | 28 dic.       |
| 7 ott.      | 3-2         | Bassano-Sarzana             | 2-9           | 28 dic.       |
| 7 ott.      | 1-7         | Thiene-Forte dei Marmi      | 1-13          | 28 dic.       |
| 7 ott.      | 8-1         | CGC Viareggio-Valdagno 1938 | 7-7           | 9 gen.        |

| Andata (2ª) | Andata (2ª) | Seconda giornata               | Ritorno (15ª) | Ritorno (15ª) |
|             |             |                                |               |               |
| 14 ott.     | 4-0         | Breganze-Bassano               | 4-4           | 6 gen.        |
| 14 ott.     | 6-1         | Amatori Lodi-Trissino          | 1-1           | 6 gen.        |
| 14 ott.     | 5-2         | Valdagno 1938-Follonica        | 2-6           | 6 gen.        |
| 14 ott.     | 3-3         | HRC Monza-AFP Giovinazzo       | 5-3           | 6 gen.        |
| 14 ott.     | 4-4         | Sarzana-Thiene                 | 4-2           | 6 gen.        |
| 14 ott.     | 5-2         | Forte dei Marmi-Correggio      | 7-5           | 6 gen.        |
| 18 ott.     | 2-3         | Roller Scandiano-CGC Viareggio | 2-2           | 6 gen.        |

| Andata (3ª) | Andata (3ª) | Terza giornata                  | Ritorno (16ª) | Ritorno (16ª) |
|             |             |                                 |               |               |
| 21 ott.     | 3-8         | AFP Giovinazzo-Roller Scandiano | 0-6           | 13 gen.       |
| 21 ott.     | 5-6         | Follonica-Amatori Lodi          | 3-3           | 16 gen.       |
| 21 ott.     | 7-4         | CGC Viareggio-HRC Monza         | 6-0           | 16 gen.       |
| 21 ott.     | 5-2         | Trissino-Valdagno 1938          | 5-5           | 16 gen.       |
| 21 ott.     | 2-3         | Bassano-Forte dei Marmi         | 1-1           | 16 gen.       |
| 21 ott.     | 4-0         | Thiene-Correggio                | 7-3           | 16 gen.       |
| 21 ott.     | 7-5         | Sarzana-Breganze                | 3-5           | 16 gen.       |

| Andata (4ª) | Andata (4ª) | Quarta giornata            | Ritorno (17ª) | Ritorno (17ª) |
|             |             |                            |               |               |
| 28 ott.     | 2-3         | Roller Scandiano-Thiene    | 3-2           | 20 gen.       |
| 28 ott.     | 4-3         | Amatori Lodi-CGC Viareggio | 4-2           | 20 gen.       |
| 28 ott.     | 6-5         | Valdagno 1938-Sarzana      | 4-4           | 20 gen.       |
| 28 ott.     | 4-6         | HRC Monza-Bassano          | 4-6           | 20 gen.       |
| 28 ott.     | 7-6         | Correggio-Follonica        | 3-6           | 20 gen.       |
| 28 ott.     | 0-5         | Forte dei Marmi-Trissino   | 5-1           | 20 gen.       |
| 28 ott.     | 5-4         | Breganze-AFP Giovinazzo    | 8-3           | 20 gen.       |

| Andata (5ª) | Andata (5ª) | Quinta giornata                | Ritorno (18ª) | Ritorno (18ª) |
|             |             |                                |               |               |
| 31 ott.     | 5-9         | Roller Scandiano-HRC Monza     | 4-5           | 27 gen.       |
| 31 ott.     | 3-5         | AFP Giovinazzo-Forte dei Marmi | 4-11          | 27 gen.       |
| 31 ott.     | 2-0         | CGC Viareggio-Correggio        | 4-2           | 27 gen.       |
| 31 ott.     | 4-3         | Trissino-Breganze              | 1-5           | 27 gen.       |
| 31 ott.     | 4-4         | Bassano-Amatori Lodi           | 3-3           | 27 gen.       |
| 31 ott.     | 3-7         | Thiene-Valdagno 1938           | 4-7           | 27 gen.       |
| 31 ott.     | 5-5         | Sarzana-Follonica              | 2-5           | 27 gen.       |

| Andata (6ª) | Andata (6ª) | Sesta giornata                 | Ritorno (19ª) | Ritorno (19ª) |
|             |             |                                |               |               |
| 4 nov.      | 9-1         | Trissino-AFP Giovinazzo        | 5-1           | 3 feb.        |
| 7 nov.      | 6-5         | Follonica-CGC Viareggio        | 3-6           | 3 feb.        |
| 7 nov.      | 8-2         | Amatori Lodi-HRC Monza         | 3-0           | 3 feb.        |
| 7 nov.      | 4-3         | Valdagno 1938-Roller Scandiano | 9-4           | 3 feb.        |
| 7 nov.      | 5-0         | Breganze-Thiene                | 13-3          | 3 feb.        |
| 7 nov.      | 1-3         | Correggio-Bassano              | 2-9           | 30 gen.       |
| 8 nov.      | 7-3         | Forte dei Marmi-Sarzana        | 0-3           | 3 feb.        |

| Andata (7ª) | Andata (7ª) | Settima giornata              | Ritorno (20ª) | Ritorno (20ª) |
|             |             |                               |               |               |
| 11 nov.     | 2-3         | Roller Scandiano-Bassano      | 1-4           | 6 feb.        |
| 11 nov.     | 2-2         | CGC Viareggio-Forte dei Marmi | 2-4           | 6 feb.        |
| 11 nov.     | 9-2         | Valdagno 1938-Correggio       | 7-6           | 6 feb.        |
| 11 nov.     | 3-2         | Follonica-Trissino            | 5-4           | 6 feb.        |
| 11 nov.     | 4-3         | HRC Monza-Breganze            | 1-7           | 6 feb.        |
| 11 nov.     | 8-4         | Sarzana-AFP Giovinazzo        | 6-2           | 6 feb.        |
| 11 nov.     | 2-7         | Thiene-Amatori Lodi           | 2-2           | 6 feb.        |

| Andata (8ª) | Andata (8ª) | Ottava giornata               | Ritorno (21ª) | Ritorno (21ª) |
|             |             |                               |               |               |
| 18 nov.     | 4-2         | AFP Giovinazzo-Thiene         | 0-6           | 10 feb.       |
| 18 nov.     | 5-3         | Amatori Lodi-Sarzana          | 3-2           | 10 feb.       |
| 18 nov.     | 5-4         | Trissino-Roller Scandiano     | 3-3           | 10 feb.       |
| 18 nov.     | 2-4         | Bassano-Follonica             | 1-1           | 10 feb.       |
| 18 nov.     | 5-2         | Forte dei Marmi-Valdagno 1938 | 5-3           | 10 feb.       |
| 18 nov.     | 6-7         | Correggio-HRC Monza           | 3-8           | 10 feb.       |
| 18 nov.     | 4-5         | Breganze-CGC Viareggio        | 6-4           | 10 feb.       |

| Andata (9ª) | Andata (9ª) | Nona giornata                | Ritorno (22ª) | Ritorno (22ª) |
|             |             |                              |               |               |
| 21 nov.     | 2-3         | Follonica-Forte dei Marmi    | 5-0           | 13 feb.       |
| 21 nov.     | 1-6         | Roller Scandiano-Breganze    | 2-12          | 13 feb.       |
| 21 nov.     | 8-2         | Amatori Lodi-Correggio       | 14-2          | 13 feb.       |
| 21 nov.     | 3-1         | CGC Viareggio-Bassano        | 2-3           | 13 feb.       |
| 21 nov.     | 11-1        | Valdagno 1938-AFP Giovinazzo | 12-1          | 17 feb.       |
| 21 nov.     | 5-1         | HRC Monza-Sarzana            | 9-6           | 17 feb.       |
| 25 nov.     | 2-5         | Thiene-Trissino              | 2-3           | 17 feb.       |

| Andata (10ª) | Andata (10ª) | Decima giornata              | Ritorno (23ª) | Ritorno (23ª) |
|              |              |                              |               |               |
| 2 dic.       | 2-3          | AFP Giovinazzo-CGC Viareggio | 1-26          | 3 mar.        |
| 2 dic.       | 2-2          | Valdagno 1938-Bassano        | 3-4           | 3 mar.        |
| 2 dic.       | 4-7          | Breganze-Amatori Lodi        | 8-6           | 3 mar.        |
| 2 dic.       | 1-3          | Thiene-Follonica             | 1-7           | 3 mar.        |
| 2 dic.       | 5-4          | Forte dei Marmi-HRC Monza    | 6-2           | 3 mar.        |
| 2 dic.       | 3-3          | Correggio-Roller Scandiano   | 3-7           | 3 mar.        |
| 2 dic.       | 3-3          | Sarzana-Trissino             | 3-2           | 4 mar.        |

| Andata (11ª) | Andata (11ª) | Undicesima giornata           | Ritorno (24ª) | Ritorno (24ª) |
|              |              |                               |               |               |
| 9 dic.       | 7-2          | Bassano-Thiene                | 5-2           | 10 mar.       |
| 12 dic.      | 2-4          | HRC Monza-Valdagno 1938       | 1-3           | 10 mar.       |
| 12 dic.      | 9-2          | Amatori Lodi-Roller Scandiano | 7-2           | 13 mar.       |
| 12 dic.      | 3-4          | Trissino-CGC Viareggio        | 1-6           | 13 mar.       |
| 12 dic.      | 13-1         | Follonica-AFP Giovinazzo      | 9-1           | 13 mar.       |
| 12 dic.      | 2-3          | Forte dei Marmi-Breganze      | 5-5           | 13 mar.       |
| 12 dic.      | 2-6          | Correggio-Sarzana             | 4-10          | 13 mar.       |

| Andata (12ª) | Andata (12ª) | Dodicesima giornata              | Ritorno (25ª) | Ritorno (25ª) |
|              |              |                                  |               |               |
| 16 dic.      | 4-6          | Roller Scandiano-Forte dei Marmi | 1-4           | 17 mar.       |
| 16 dic.      | 3-6          | AFP Giovinazzo-Correggio         | 3-12          | 17 mar.       |
| 16 dic.      | 3-3          | Amatori Lodi-Valdagno 1938       | 6-2           | 17 mar.       |
| 16 dic.      | 7-2          | CGC Viareggio-Sarzana            | 5-5           | 17 mar.       |
| 16 dic.      | 2-3          | Trissino-Bassano                 | 2-2           | 17 mar.       |
| 16 dic.      | 4-5          | HRC Monza-Thiene                 | 3-3           | 17 mar.       |
| 16 dic.      | 4-1          | Breganze-Follonica               | 2-4           | 17 mar.       |

| \| Andata (13ª) \| Andata (13ª) \| Tredicesima giornata \| Ritorno (26ª) \| Ritorno (26ª) \| \| \| \| \| \| \| \| 23 dic. \| 2-2 \| Follonica-HRC Monza \| 6-7 \| 20 mar. \| \| 23 dic. \| 5-4 \| Valdagno 1938-Breganze \| 2-3 \| 20 mar. \| \| 23 dic. \| 6-1 \| Bassano-AFP Giovinazzo \| 17-5 \| 20 mar. \| \| 23 dic. \| 7-2 \| Sarzana-Roller Scandiano \| 5-5 \| 20 mar. \| \| 23 dic. \| 1-4 \| Thiene-CGC Viareggio \| 1-2 \| 20 mar. \| \| 23 dic. \| 3-2 \| Forte dei Marmi-Amatori Lodi \| 3-5 \| 20 mar. \| \| 23 dic. \| 2-3 \| Correggio-Trissino \| 2-8 \| 20 mar. \| |              |                              |               |               |
| Andata (13ª) | Andata (13ª) | Tredicesima giornata         | Ritorno (26ª) | Ritorno (26ª) |
| |              |                              |               |               |
| 23 dic. | 2-2          | Follonica-HRC Monza          | 6-7           | 20 mar.       |
| 23 dic. | 5-4          | Valdagno 1938-Breganze       | 2-3           | 20 mar.       |
| 23 dic. | 6-1          | Bassano-AFP Giovinazzo       | 17-5          | 20 mar.       |
| 23 dic. | 7-2          | Sarzana-Roller Scandiano     | 5-5           | 20 mar.       |
| 23 dic. | 1-4          | Thiene-CGC Viareggio         | 1-2           | 20 mar.       |
| 23 dic. | 3-2          | Forte dei Marmi-Amatori Lodi | 3-5           | 20 mar.       |
| 23 dic. | 2-3          | Correggio-Trissino           | 2-8           | 20 mar.       |

### Classifica finale
|  | Pos. | Squadra          | Pt | G  | V  | N | P  | GF  | GS  | DR   |
|  | ---- | ---------------- | -- | -- | -- | - | -- | --- | --- | ---- |
|  | 1.   | Amatori Lodi     | 60 | 26 | 18 | 6 | 2  | 142 | 66  | +76  |
|  | 2.   | Forte dei Marmi  | 57 | 26 | 18 | 3 | 5  | 117 | 73  | +44  |
|  | 3.   | Breganze         | 53 | 26 | 17 | 2 | 7  | 144 | 88  | +56  |
|  | 4.   | CGC Viareggio    | 52 | 26 | 16 | 4 | 6  | 130 | 71  | +59  |
|  | 5.   | Bassano          | 49 | 26 | 14 | 7 | 5  | 103 | 73  | +30  |
|  | 6.   | Follonica        | 47 | 26 | 14 | 5 | 7  | 123 | 83  | +40  |
|  | 7.   | Valdagno         | 44 | 26 | 13 | 5 | 8  | 127 | 101 | +26  |
|  | 8.   | HRC Monza        | 36 | 26 | 11 | 3 | 12 | 107 | 115 | −8   |
|  | 9.   | Sarzana          | 36 | 26 | 10 | 6 | 10 | 118 | 106 | +12  |
|  | 10.  | Trissino         | 35 | 26 | 10 | 5 | 11 | 87  | 85  | +2   |
|  | 11.  | Thiene           | 18 | 26 | 5  | 3 | 18 | 66  | 124 | −58  |
|  | 12.  | Roller Scandiano | 17 | 26 | 4  | 5 | 17 | 86  | 128 | −42  |
|  | 13.  | Correggio        | 10 | 26 | 3  | 1 | 22 | 90  | 165 | −75  |
|  | 14.  | AFP Giovinazzo   | 4  | 26 | 1  | 1 | 24 | 56  | 218 | −162 |

Legenda:
  Partecipa ai play-off scudetto.
  Vincitore della Coppa Italia 2017-2018.
  Vincitore della Supercoppa italiana 2017.
      Campione d'Italia e ammessa all'Eurolega 2018-2019.
      Ammesse all'Eurolega 2018-2019.
      Ammesse alla Coppa WSE 2018-2019.
      Retrocesse in Serie A2 2018-2019.
Note:
Tre punti a vittoria, uno a pareggio, zero a sconfitta.
In caso di arrivo di due o più squadre a pari punti, la graduatoria finale è stilata secondo la classifica avulsa tra le squadre interessate che prevede, in ordine, i seguenti criteri:
- punti negli scontri diretti;
- differenza reti negli scontri diretti;
- differenza reti generale;
- reti realizzate in generale;
- sorteggio.

L'HRC Monza prevale sul Sarzana in virtù della migliore classifica avulsa negli scontri diretti.
CGC Viareggio e Valdagno rinunciano a partecipare all'Eurolega.
Breganze e Bassano rinunciano a partecipare alle coppe europee.

## Play-off scudetto

### Tabellone
|  | Quarti di finale | Quarti di finale | Quarti di finale | Quarti di finale | Quarti di finale |      |                 | Semifinali | Semifinali    | Semifinali | Semifinali | Semifinali | Semifinali | Semifinali |  |  | Finale | Finale       | Finale | Finale | Finale | Finale | Finale |
|  |                  |                  |                  |                  |                  |      |                 |            |               |            |            |            |            |            |  |  |        |              |        |        |        |        |        |
|  | 1                | Amatori Lodi     | 3                | 10               |                  |      |                 |            |               |            |            |            |            |            |  |  |        |              |        |        |        |        |        |
|  | 8                | HRC Monza        | 2                | 3                |                  |      |                 |            |               |            |            |            |            |            |  |  |        |              |        |        |        |        |        |
|  | 8                | HRC Monza        | 2                | 3                |                  | 1    | Amatori Lodi    | 3          | 4             | 2(3)       | 1          | 11         |            |            |  |  |        |              |        |        |        |        |        |
|  |                  |                  |                  |                  |                  | 1    | Amatori Lodi    | 3          | 4             | 2(3)       | 1          | 11         |            |            |  |  |        |              |        |        |        |        |        |
|  |                  | 4                | CGC Viareggio    | 5                | 1                | 2(1) | 3               | 3          |               |            |            |            |            |            |  |  |        |              |        |        |        |        |        |
|  | 4                | 4                | CGC Viareggio    | 5                | 1                | 2(1) | 3               | 3          | CGC Viareggio | 4          | 5          |            |            |            |  |  |        |              |        |        |        |        |        |
|  | 4                |                  |                  |                  |                  |      |                 |            | CGC Viareggio | 4          | 5          |            |            |            |  |  |        |              |        |        |        |        |        |
|  | 5                | Bassano          | 2                | 2                |                  |      |                 |            |               |            |            |            |            |            |  |  |        |              |        |        |        |        |        |
|  |                  |                  |                  |                  |                  |      |                 |            |               |            |            |            |            |            |  |  | 1      | Amatori Lodi | 5      | 2      | 5      |        |        |
|  |                  |                  | 2                | Forte dei Marmi  | 3                | 1    | 3               |            |               |            |            |            |            |            |  |  |        |              |        |        |        |        |        |
|  | 3                | Breganze         | 6                | 8                |                  |      |                 |            |               |            |            |            |            |            |  |  |        |              |        |        |        |        |        |
|  | 6                | Follonica        | 3                | 1                |                  |      |                 |            |               |            |            |            |            |            |  |  |        |              |        |        |        |        |        |
|  | 6                | Follonica        | 3                | 1                |                  | 3    | Breganze        | 5          | 1             | 1          |            |            |            |            |  |  |        |              |        |        |        |        |        |
|  |                  |                  |                  |                  |                  | 3    | Breganze        | 5          | 1             | 1          |            |            |            |            |  |  |        |              |        |        |        |        |        |
|  |                  | 2                | Forte dei Marmi  | 6                | 4                | 3    |                 |            |               |            |            |            |            |            |  |  |        |              |        |        |        |        |        |
|  | 2                | 2                | Forte dei Marmi  | 6                | 4                | 3    | Forte dei Marmi | 1          | 2             | 4          |            |            |            |            |  |  |        |              |        |        |        |        |        |
|  | 2                |                  |                  |                  |                  |      | Forte dei Marmi | 1          | 2             | 4          |            |            |            |            |  |  |        |              |        |        |        |        |        |
|  | 7                | Valdagno         | 2                | 1                | 2                |      |                 |            |               |            |            |            |            |            |  |  |        |              |        |        |        |        |        |

### Quarti di finale
(1) Amatori Lodi vs. (8) HRC Monza
| Arbitri: | Silecchia (Giovinazzo) Stallone (Giovinazzo) |

|                               |           |                                       |
| Galimberti 17'53" Ollé 45'26" | Marcatori | 13'31" 32'03" G. Cocco 21'19" Illuzzi |

| Arbitri: | Ferraro (Bassano del Grappa) Fontana (Milano) |

| |           |                                                 |
| Malagoli 6'53" A. Verona 8'22" G. Cocco 13'16" 17'55" 21'59" 37'41" Illuzzi 27'13" 40'40" G. Pinto 35'18" 48'15" | Marcatori | 5'18" Zucchetti 28'18" Batista 38'22" Camporese |

(4) CGC Viareggio vs. (5) Bassano
| Arbitri: | Andrisani (Matera) Rago (Giovinazzo) |

|                           |           |                                                              |
| Julià 23'31" Neves 28'44" | Marcatori | 5'42" Xavi Costa 16'52" 47'04" M. Bertolucci 46'54" Montigel |

| Arbitri: | Galoppi (Follonica) Giovine (Eboli) |

|                                                                     |           |                     |
| Xavi Costa 18'20" Ventura 34'05" 40'07" M. Bertolucci 47'20" 47'24" | Marcatori | 11'40" 45'09" Julià |

(3) Breganze vs. (6) Follonica
| Arbitri: | Carmazzi (Viareggio) Giangregorio (Giovinazzo) |

|                                          |           |                                                                                  |
| F. Pagnini 5'00" 37'53" Rodríguez 14'26" | Marcatori | 7'20" Á. Giménez 28'07" 47'29" Ambrosio 31'16" F. Platero 49'22" 49'51" M. Cocco |

| Arbitri: | Barbarisi (Salerno) Di Domenico (Correggio) |

| |           |                   |
| F. Platero 3'41" Cacau 10'20" 34'31" Ambrosio 19'15" 25'14" 28'48" Dal Santo 38'01" Costenaro 49'47" | Marcatori | 44'25" F. Pagnini |

(2) Forte dei Marmi vs. (7) Valdagno 1938
| Arbitri: | Molli (Viareggio) Davoli (Correggio) |

|                               |           |                 |
| Fariza 9'11" E. Romero 38'23" | Marcatori | 46'57" F. Rossi |

| Arbitri: | Ferrari (Viareggio) Brambilla (Agrate Brianza) |

|                                     |           |                 |
| 49'08" M. Pagnini 49'59" D. Motaran | Marcatori | 1'27" E. Romero |

| Arbitri: | Fronte (Novara) Iuorio (Salerno) |

|                                                                |           |                                  |
| De Oro 23'59" M. Pagnini 36'45" G. Romero 39'37" Torner 49'59" | Marcatori | 32'48" Montivero 41'52" Pallares |

### Semifinali
(1) Amatori Lodi vs. (4) CGC Viareggio
| Arbitri: | Galoppi (Follonica) Brambilla (Agrate Brianza) |

|                                                                                   |           |                                                     |
| Montigel 2'46" Ventura 4'05" Xavi Costa 23'56" Palagi 27'41" M. Bertolucci 49'31" | Marcatori | 3'18" Malagoli 22'25" G. Pinto 44'59" Fra. Compagno |

| Arbitri: | Eccelsi (Novara) Iuorio (Salerno) |

|                                               |           |                      |
| Querido 12'49" A. Verona 18'08" 28'48" 42'47" | Marcatori | 46'50" M. Bertolucci |

| Arbitri: | Fronte (Novara) Barbarisi (Salerno) |

|                                      |                      |                                     |
| A. Verona 5'32" Fra. Compagno 16'04" | Marcatori            | 39'38" Ventura 40'48" M. Bertolucci |
| Illuzzi Querido Fra. Compagno        | Tiri di rigore 3 – 1 | Xavi Costa                          |

| Arbitri: | Galoppi (Follonica) Ferraro (Bassano del Grappa) |

|                                    |           |                 |
| M. Bertolucci 10'10" 36'17" 37'29" | Marcatori | 11'01" Malagoli |

| Arbitri: | Eccelsi (Novara) Fronte (Novara) |

| |           |                                                 |
| Illuzzi 4'31" 9'01" 10'39" 22'59" Fra. Compagno 14'26" Malagoli 28'46" G. Cocco 30'42" 36'25" G. Pinto 42'35" 49'02" M. Gori 37'46" | Marcatori | 30'28" Gavioli 40'15" Ventura 45'28" Xavi Costa |

(2) Forte dei Marmi vs. (3) Breganze
| Arbitri: | Ferraro (Bassano del Grappa) Di Domenico (Correggio) |

|                                                        |           |                                                                           |
| F. Platero 16'25" M. Cocco 22'39" 36'15" 39'50" 47'07" | Marcatori | 8'38" 35'58" M. Pagnini 13'13" 22'31" 48'17" G. Romero 13'42" E. Cinquini |

| Arbitri: | Andrisani (Matera) Silecchia (Giovinazzo) |

|                                                                 |           |                 |
| Torner 10'29" De Oro 16'37" D. Motaran 17'27" M. Pagnini 34'17" | Marcatori | 29'10" Ambrosio |

| Arbitri: | Carmazzi (Viareggio) Molli (Viareggio) |

|                             |           |              |
| De Oro 40'51" 47'18" 48'08" | Marcatori | 18'30" Cacau |

### Finale
(1) Amatori Lodi vs. (2) Forte dei Marmi
| Arbitri: | Carmazzi (Viareggio) Molli (Viareggio) |

|                                                 |           |                                                                                      |
| De Oro 2'22" M. Pagnini 13'09" Maremmani 41'05" | Marcatori | 17'39" A. Verona 19'25" G. Cocco 22'50" Fra. Compagno 31'50" Illuzzi 39'15" Malagoli |

| Arbitri: | Ferrari (Viareggio) Ferraro (Bassano del Grappa) |

|                                  |           |                   |
| Malagoli 11'55" A. Verona 29'43" | Marcatori | 36'45" D. Motaran |

| Arbitri: | Galoppi (Follonica) Barbarisi (Salerno) |

|                                                                             |           |                                                  |
| Fra. Compagno 18'57" G. Cocco 22'35" 51'22" Querido 31'45" A. Verona 58'43" | Marcatori | 22'43" De Oro 35'55" D. Motaran 41'39" G. Romero |

## Verdetti
| Verdetto                         | Club                                             |
| -------------------------------- | ------------------------------------------------ |
| Campione d'Italia 2017-2018      | Amatori Lodi (3º titolo)                         |
| Rink Hockey Euroleague 2018-2019 | Amatori Lodi Forte dei Marmi Follonica HRC Monza |
| Coppa WSE 2018-2019              | CGC Viareggio Valdagno Sarzana                   |
| Retrocesse in Serie A2           | Correggio AFP Giovinazzo                         |

### Squadra campione

#### Giocatori
| N° | Naz.                  | Ruolo | Sportivo           |  |  |  |
| -- | --------------------- | ----- | ------------------ |  |  |  |
| 6  | Italia (bandiera)     | E     | Andrea Malagoli    |  |  |  |
| 7  | Italia (bandiera)     | E     | Giulio Cocco       |  |  |  |
| 9  | Italia (bandiera)     | E     | Domenico Illuzzi   |  |  |  |
| 14 | Italia (bandiera)     | E     | Alessandro Verona  |  |  |  |
| 16 | Italia (bandiera)     | E     | Mattia Gori        |  |  |  |
| 19 | Portogallo (bandiera) | E     | Luís Querido       |  |  |  |
| 54 | Spagna (bandiera)     | P     | Adrià Català       |  |  |  |
| 71 | Portogallo (bandiera) | E     | Gonçalo Pinto      |  |  |  |
| 77 | Italia (bandiera)     | E     | Francesco Compagno |  |  |  |
| 85 | Italia (bandiera)     | P     | Mattia Verona      |  |  |  |

#### Staff tecnico
- Allenatore:  Nuno Resende
- Allenatore in seconda:  Luca Giaroni
- Meccanico:  Luigi Vigotti

## Statistiche del torneo

### Capoliste solitarie
|    | —— | —— | ——           | ——           | ——           | ——           | ——           | ——           | ——           | ——           | ——           | ——           | ——           | ——              | ——              | ——              | ——              | ——  | ——    | ——    | ——   | ——    | ——  | ——  | ——   | —— |  |
|    |    |    | Amatori Lodi | Amatori Lodi | Amatori Lodi | Amatori Lodi | Amatori Lodi | Amatori Lodi | Amatori Lodi | Amatori Lodi | Amatori Lodi | Amatori Lodi | Amatori Lodi | Forte dei Marmi | Forte dei Marmi | Forte dei Marmi | Forte dei Marmi |     | Forte | Forte | Lodi | Forte |     |     | Lodi |    |  |
|    |    |    |              |              |              |              |              |              |              |              |              |              |              |                 |                 |                 |                 |     |       |       |      |       |     |     |      |    |  |
|    |    |    |              |              |              |              |              |              |              |              |              |              |              |                 |                 |                 |                 |     |       |       |      |       |     |     |      |    |  |
| 1ª | 2ª | 3ª | 4ª           | 5ª           | 6ª           | 7ª           | 8ª           | 9ª           | 10ª          | 11ª          | 12ª          | 13ª          | 14ª          | 15ª             | 16ª             | 17ª             | 18ª             | 19ª | 20ª   | 21ª   | 22ª  | 23ª   | 24ª | 25ª | 26ª  |    |  |

### Classifica in divenire
|                  | 1ª | 2ª | 3ª | 4ª | 5ª | 6ª | 7ª | 8ª | 9ª | 10ª | 11ª | 12ª | 13ª | 14ª | 15ª | 16ª | 17ª | 18ª | 19ª | 20ª | 21ª | 22ª | 23ª | 24ª | 25ª | 26ª |
| ---------------- | -- | -- | -- | -- | -- | -- | -- | -- | -- | --- | --- | --- | --- | --- | --- | --- | --- | --- | --- | --- | --- | --- | --- | --- | --- | --- |
| AFP Giovinazzo   | 0  | 1  | 1  | 1  | 1  | 1  | 1  | 4  | 4  | 4   | 4   | 4   | 4   | 4   | 4   | 4   | 4   | 4   | 4   | 4   | 4   | 4   | 4   | 4   | 4   | 4   |
| Amatori Lodi     | 3  | 6  | 9  | 12 | 13 | 16 | 19 | 22 | 25 | 28  | 31  | 32  | 32  | 35  | 36  | 37  | 40  | 41  | 44  | 45  | 48  | 51  | 51  | 54  | 57  | 60  |
| Bassano          | 3  | 3  | 3  | 6  | 7  | 10 | 13 | 13 | 13 | 14  | 17  | 20  | 23  | 23  | 24  | 25  | 28  | 29  | 32  | 35  | 36  | 39  | 42  | 45  | 46  | 49  |
| Breganze         | 3  | 6  | 6  | 9  | 9  | 12 | 12 | 12 | 15 | 15  | 18  | 21  | 21  | 24  | 25  | 28  | 31  | 34  | 37  | 40  | 43  | 46  | 49  | 50  | 50  | 53  |
| CGC Viareggio    | 3  | 6  | 9  | 9  | 12 | 12 | 13 | 16 | 19 | 22  | 25  | 28  | 31  | 32  | 33  | 36  | 36  | 39  | 42  | 42  | 42  | 42  | 45  | 48  | 49  | 52  |
| Correggio        | 0  | 0  | 0  | 3  | 3  | 3  | 3  | 3  | 3  | 4   | 4   | 7   | 7   | 7   | 7   | 7   | 7   | 7   | 7   | 7   | 7   | 7   | 7   | 7   | 10  | 10  |
| Follonica        | 1  | 1  | 1  | 1  | 2  | 5  | 8  | 11 | 11 | 14  | 17  | 17  | 18  | 21  | 24  | 25  | 28  | 31  | 31  | 34  | 35  | 38  | 41  | 44  | 47  | 47  |
| Forte dei Marmi  | 3  | 6  | 9  | 9  | 12 | 15 | 16 | 19 | 22 | 25  | 25  | 28  | 31  | 34  | 37  | 38  | 41  | 44  | 44  | 47  | 50  | 50  | 53  | 54  | 57  | 57  |
| HRC Monza        | 3  | 4  | 4  | 4  | 7  | 7  | 10 | 13 | 16 | 16  | 16  | 16  | 17  | 20  | 23  | 23  | 23  | 26  | 26  | 26  | 29  | 32  | 32  | 32  | 33  | 36  |
| Roller Scandiano | 1  | 1  | 4  | 4  | 4  | 4  | 4  | 4  | 4  | 5   | 5   | 5   | 5   | 5   | 6   | 9   | 12  | 12  | 12  | 12  | 13  | 13  | 16  | 16  | 16  | 17  |
| Sarzana          | 0  | 1  | 4  | 4  | 5  | 5  | 8  | 8  | 8  | 9   | 12  | 12  | 15  | 18  | 21  | 21  | 22  | 22  | 25  | 28  | 28  | 28  | 31  | 34  | 35  | 36  |
| Thiene           | 0  | 1  | 4  | 7  | 7  | 7  | 7  | 7  | 7  | 7   | 7   | 10  | 10  | 10  | 10  | 13  | 13  | 13  | 13  | 14  | 17  | 17  | 17  | 17  | 18  | 18  |
| Trissino         | 0  | 0  | 3  | 6  | 9  | 12 | 12 | 15 | 18 | 19  | 19  | 19  | 22  | 22  | 23  | 24  | 24  | 24  | 27  | 27  | 28  | 31  | 31  | 31  | 32  | 35  |
| Valdagno         | 0  | 3  | 3  | 6  | 9  | 12 | 15 | 15 | 18 | 19  | 22  | 23  | 26  | 27  | 27  | 28  | 29  | 32  | 35  | 38  | 38  | 41  | 41  | 44  | 44  | 44  |

### Record squadre
- Maggior numero di vittorie: Amatori Lodi e Forte dei Marmi (18)
- Minor numero di vittorie: AFP Giovinazzo (1)
- Maggior numero di pareggi: Bassano (7)
- Minor numero di pareggi: AFP Giovinazzo e Correggio (1)
- Maggior numero di sconfitte: AFP Giovinazzo (24)
- Minor numero di sconfitte: Amatori Lodi (2)
- Miglior attacco: Breganze (144 reti realizzate)
- Peggior attacco: AFP Giovinazzo (56 reti realizzate)
- Miglior difesa: Amatori Lodi (66 reti subite)
- Peggior difesa: AFP Giovinazzo (218 reti subite)
- Miglior differenza reti: Amatori Lodi (+76)
- Peggior differenza reti: AFP Giovinazzo (-162)

### Classifica marcatori
| Gol |  |  | Giocatore           | Squadra          |
| --- |  |  | ------------------- | ---------------- |
| 51  |  |  | Massimo Tataranni   | Valdagno         |
| 50  |  |  | Marc Julià          | Bassano          |
| 45  |  |  | Federico Ambrosio   | Breganze         |
| 43  |  |  | Lucas Martínez      | Follonica        |
| 43  |  |  | Sergio Festa        | Sarzana          |
| 33  |  |  | Víctor Crespo Oliva | Roller Scandiano |
| 32  |  |  | Xavi Rubio          | Sarzana          |
| 31  |  |  | Reinaldo Ventura    | CGC Viareggio    |
| 31  |  |  | Ferran Formatjé     | Trissino         |
| 29  |  |  | Mattia Cocco        | Breganze         |